# Serafín Martínez
Pour les articles homonymes, voir Martínez.
Martínez  Acevedo est un nom espagnol. Le premier nom de famille, en général paternel, est Martínez ; le second, en général maternel, souvent omis, est Acevedo.
Serafín Martínez Acevedo, né le 14 février 1984 à O Rosal (Galice), est un coureur cycliste espagnol.

## Palmarès sur route

### Par année
- 2006
  - 3e de la Volta ao Ribeiro
  - 3e du championnat d'Espagne sur route espoirs

### Résultats sur les grands tours

#### Tour d'Italie
1 participation
- 2009 : 142e

#### Tour d'Espagne
4 participations
- 2007 : abandon (14e étape)
- 2008 : 90e
- 2009 : 39e
- 2010 : 63e,  meilleur grimpeur pendant 6 jours

### Classements mondiaux
| Année                  | 2006 | 2007 | 2008 | 2009 | 2010 |
| ---------------------- | ---- | ---- | ---- | ---- | ---- |
| Calendrier mondial UCI |      |      |      |      | 177e |
| UCI Europe Tour        | 723e |      |      |      | 946e |

## Palmarès en cyclo-cross
- 1999-2000
  - 3e du championnat d'Espagne de cyclo-cross cadets